# Roger Vigneron (athlétisme)
Pour les articles homonymes, voir Roger Vigneron.
Roger Vigneron, né le 19 juin 1910 à Champagne-sur-Seine et mort le 14 décembre 1973 à Enghien-les-Bains, est un athlète français.

## Carrière
Roger Vigneron est sacré champion de France du 3 000 mètres steeple en 1932 à Colombes.
Il est ensuite éliminé en séries du 3 000 mètres steeple masculin aux Jeux olympiques d'été de 1932 à Los Angeles. 